# Nadija Savčenková
Nadija Viktorivna Savčenková (ukrajinsky Надія Вікторівна Савченко, nar. 11. května 1981 v Kyjevě) je ukrajinská pilotka-operátorka bitevního vrtulníku Mi-24 Ukrajinského armádního letectva a od listopadu 2014 poslankyně ukrajinského parlamentu. Do povědomí se dostala především během války na Ukrajině, když ji 17. června 2014 zajali u vesnice Metalist proruští ozbrojenci a předali Rusku, kde byla obviněna ze spoluúčasti na zabití dvou ruských novinářů. V červenci 2015 bylo obvinění překvalifikováno na vraždu. V březnu 2016 pro ni prokurátor navrhl 23 let vězení. Dne 22. března 2016 byla shledána vinnou a odsouzena k trestu odnětí svobody na 22 let.
Na protest proti svému věznění držela Savčenková od 13. prosince 2014 hladovku, po 83 dnech však zkolabovala a na doporučení lékařů začala alespoň částečně jíst. Na konci soudního procesu, 17. prosince 2015, začala držet novou hladovku, kterou 3. března prohloubila a začala odmítat také vodu. Její stav se zhoršoval. Dne 25. května 2016 byla propuštěna výměnou za dva ruské vojáky a odletěla zpět do vlasti.

## Kariéra

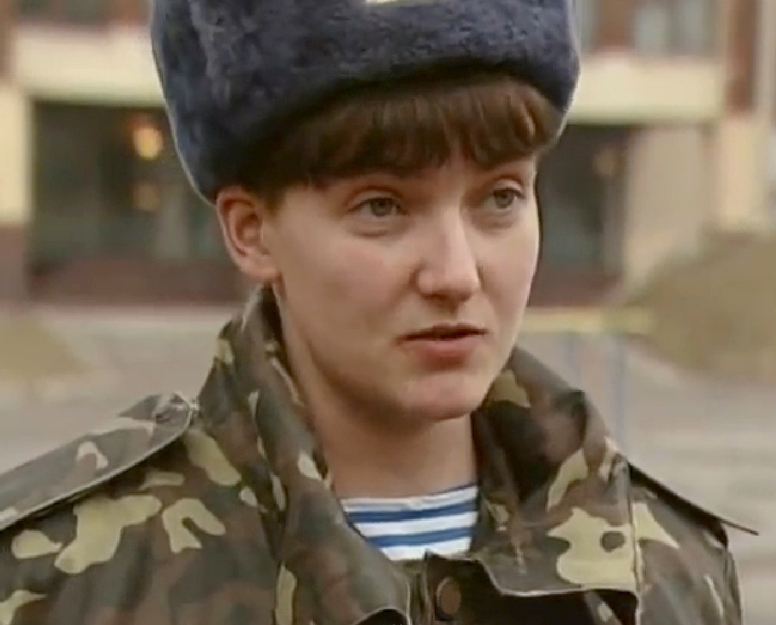
Nadija Savčenková v rozhovoru o ukrajinské armádě pro televizi, před zajetím

Podle výpovědi své sestry Viry vstoupila Savčenková do ukrajinské armády v 16 letech. V armádě pracovala zprvu jako radistka a následně absolvovala výsadkářský výcvik. Mezi lety 2004 a 2008 sloužila v Iráku v rámci ukrajinské mise, podle dostupných zdrojů jako jediná žena. V Iráku sloužila jako střelec na vrtulníku Mi-24 a byla členem výsadkových vojsk.
Po návratu z Iráku si v roce 2008 zažádala na ministerstvu obrany o možnost studia na prestižní Charkovské letecké univerzitě, kde do té doby směli studovat jenom muži. Ministerstvo ji vyhovělo a Savčenková školu dokončila.
V roce 2010 Savčenková nastoupila k 3. samostatnému pluku armádního letectva umístěnému ve Lvovské oblasti v Brodech. Potom se stala veřejně známou, když reprezentovala armádu v několika televizních pořadech na Ukrajině. V roce 2014 po rozhoření války v Donbasu narukovala do dobrovolnické jednotky Ajdar a v rámci bojů s proruskými separatisty byla zajata.
V listopadu 2014, kdy už byla 5 měsíců v ruském zajetí, byla zvolena poslankyní ukrajinského parlamentu.

## Zajetí a únos do Ruska
Savčenková se dostala v červnu 2014 do zajetí proruských separatistů a po několika neúspěšných pokusech o výměnu se náhle objevila v ruské Voroněži. To bylo podle Kyjeva důkazem spolupráce mezi separatisty a ruskou tajnou službou. Kyjev požadoval navrácení unesené důstojnice, ale Moskva tvrdila, že ta se dostala do Ruska jako běženkyně s padělanými doklady. Ukrajinka Savčenková uváděla, že byla na ruské území zavlečena násilím.

### Obvinění a soudní proces
Případ občanky Ukrajiny projednával nejprve soud v ruské Voroněži, který na ni na konci června 2014 uvalil vyšetřovací vazbu. Podle ruských vyšetřovatelů se Savčenková přihlásila během dovolené k dobrovolnické ukrajinské jednotce válčící u Luhansku. Během jedné z operací předala souřadnice skupiny ruských novinářů a civilistů, která byla vzápětí ostřelována minomety ukrajinských sil a dva novináři byli zabiti. Obvinění Savčenkové komentoval Vladimir Markin, mluvčí ruských vyšetřovatelů, slovy, že se budou za válečné zločiny v ukrajinské válce zodpovídat všichni, pachatelé i objednavatelé. Další na řadě byl podle něj ukrajinský ministr vnitra Arsen Avakov a bývalý gubernátor Dněpropetrovské oblasti Ihor Kolomojskyj.

### Hladovka

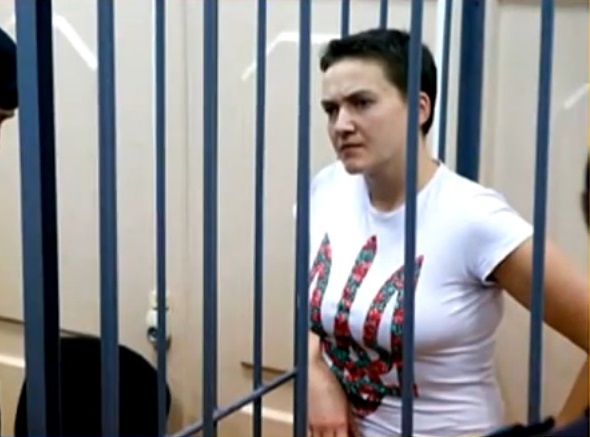
Nadija Savčenková s ukrajinským trojzubcem na tričku během hladovky, 10. února 2015

Dne 27. února 2015 uvedla Jelena Masjuková, členka rady pro lidská práva, která působila při ruském prezidentovi, že Savčenková je kvůli 76 dní trvající hladovce proti uvěznění na pokraji smrti a zemřít může každým dnem. Vyzvala ruské úřady, aby byla Savčenková propuštěna z vazební věznice do domácího vězení. Smrt Savčenkové by podle ní přinesla Rusku další mezinárodní ostudu a sankce, zatímco Savčenková by byla na Ukrajině hrdinkou. Soud ale místo toho prodloužil vazbu do května s prohlášením, že zdravotní stav je uspokojivý. Savčenková odmítala jíst, později také injekce glukózy. Zhubla 17 kg. Kreml na všechny výzvy odpovídal, že ve věci musí rozhodnout ruský soud.
Dne 5. března 2015 Savčenková hladovku po varování lékařů po 83 dnech přerušila. Asi po 10 dnech ji nicméně obnovila.

### Přitvrzení obvinění
V červenci 2015 ruští vyšetřovatelé přitvrdili obvinění Ukrajinky a přehodnotili jej ze spoluúčasti na zabití dvou ruských novinářů na jejich vraždu, za což jí hrozil vyšší trest, až 25 let vězení. Předtím podle obhájců Savčenkové vyšetřovatelé odmítli všechny její žádosti včetně té, aby ji soudila porota. Důvodem mělo být, že v Rusku nemohou být ženy naproti mužům odsouzeny na doživotí, což hodlají obhájci napadnout.
Na konci července byla navigátorka bitevního vrtulníku a poslankyně Ukrajinského parlamentu kvůli procesu převezena z moskevské věznice do ruského Doněcku nedaleko ukrajinských hranic. Doněck poblíž ukrajinských hranic byl vybrán záměrně, protože tam platí mimořádná opatření, díky kterým může FSB vykázat mezinárodní pozorovatele.
Proces v Doněcku měl začít předběžným slyšením obžaloby i obhajoby s vyloučením veřejnosti a stanoveno mělo být také, kdy začne samotný proces. 30. července bylo jednání po začátku na žádost obhájců z procesních důvodů přerušen a soud také povolil Savčenko, aby ji navštívily matka a sestra. Proces provázela i na ruské poměry mimořádná bezpečnostní opatření, budovu chránily zvláštní jednotky OMON, na střechách v okolí byli ostřelovači a pochůzkáři měli psy.
V březnu 2016 ruský prokurátor v soudním líčení navrhl pro Ukrajinku 23 let vězení.

### Snaha o osvobození

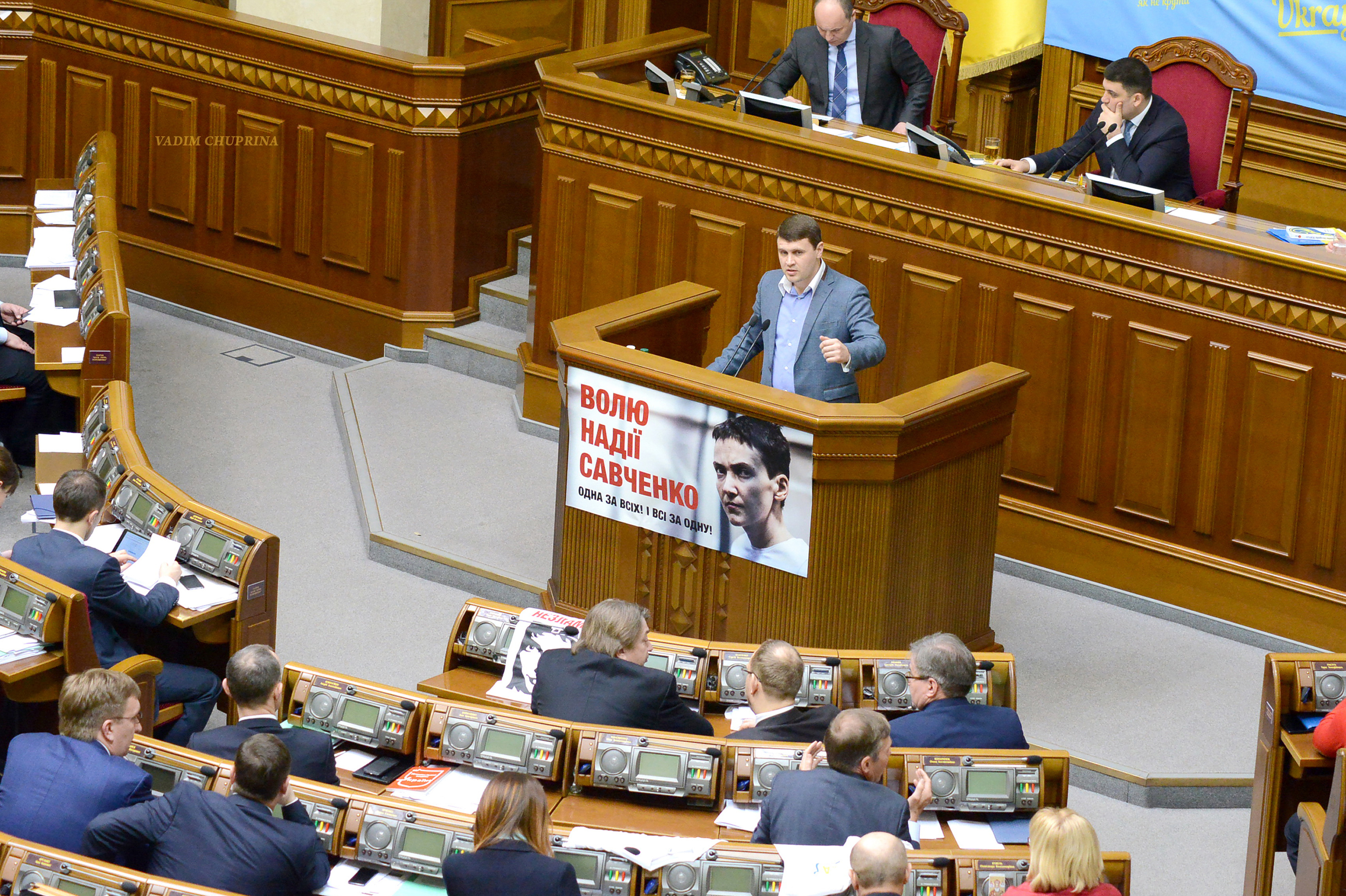
Plakát na podporu Nadiji Savčenkové na řečnickém pultu v ukrajinském parlamentu, březen 2015

Ukrajinští představitelé v čele s prezidentem Petrem Porošenkem se snažili podnikat kroky vedoucí k osvobození pilotky. Situaci označovali za nepřijatelnou. Zároveň dostávali z Moskvy odpověď, že se jim to nepodaří. Média také připomínala možnou souvislost s případem syna ruského poslance Valerije Selezňova Romana, který se odehrál ve stejné době. Moskva protestovala proti jeho únosu, když byl zadržen americkými agenty na Maledivách kvůli podezření, že kradl údaje o kreditních kartách.

### Mezinárodní reakce
Parlamentní shromáždění Rady Evropy v lednu 2015 odsouhlasilo rezoluci, která Rusko důrazně žádala o okamžité propuštění Savčenkové. Zároveň prodloužilo až do dubna 2015 odebrání ruských hlasovacích práv, která mu byla odebrána už v dubnu 2014 kvůli anexi Krymu. V návaznosti na to Rusko stáhlo svoje rozhodnutí umožnit návštěvu evropských poslanců v moskevské vazební věznici, kde v té době Savčenková držela už 40 dní hladovku.
O propuštění Savčenkové usilovala také Evropská unie a Evropský parlament, k propuštění vyzvaly Spojené státy, Velká Británie, Česko, Slovensko a další země.

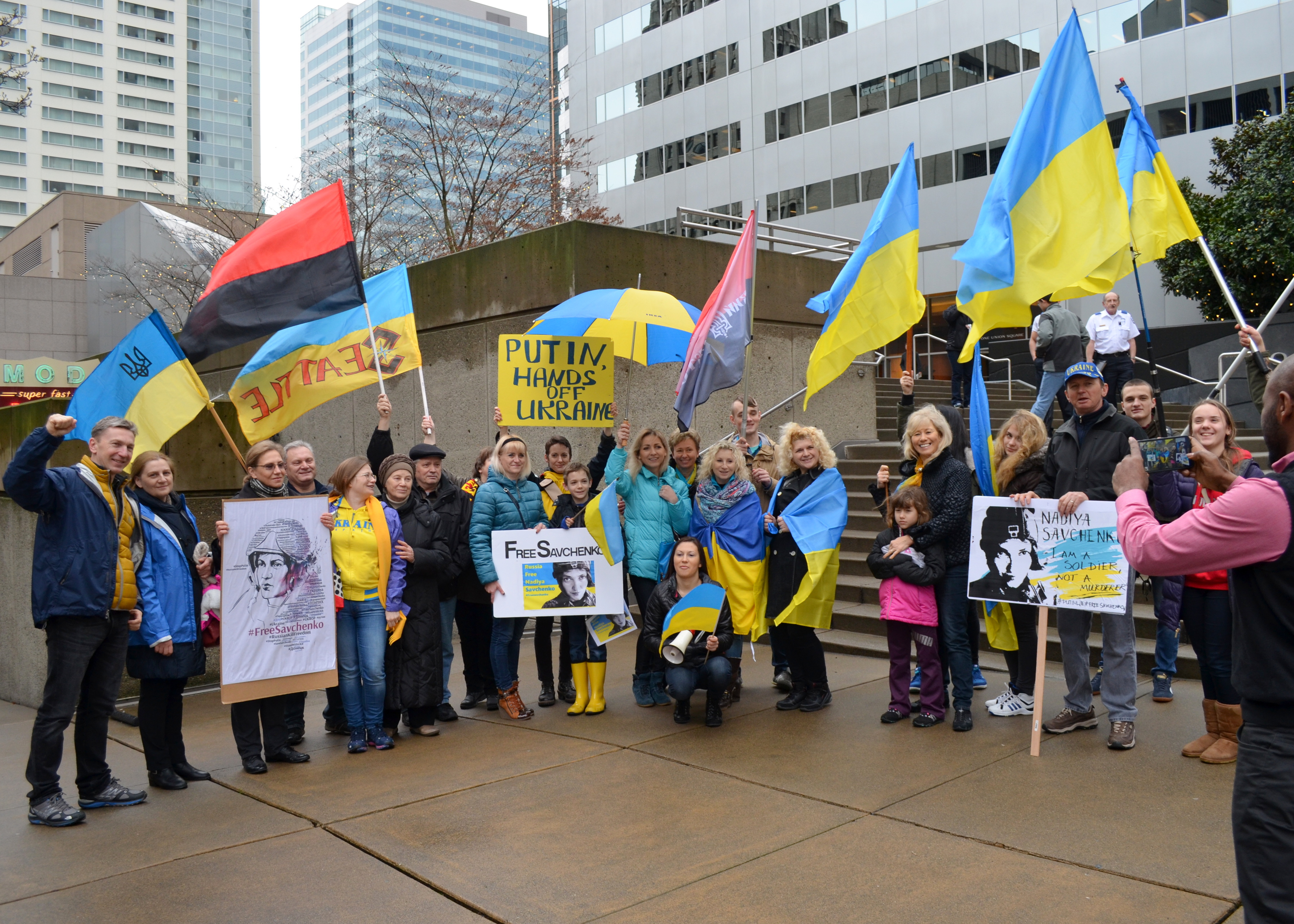
Protest na podporu Savčenkové v Seattlu ve státě Washington 9. února 2015

| „                                   | Príbeh Nadi Savčenkovej je viac ako len jedným smutným ľudským osudom s možným tragickým koncom. Je dôkazom, ako veľmi konflikty, deštruktívne mocenské ambície a hrubé porušovanie základných dohôd zaisťujúcich mier medzi štátmi spôsobujú nenapraviteľné škody a veľké utrpenie. A že ich obeťou sú nevinní ľudia. | “ |
| — Andrej Kiska, slovenský prezident | |   |

### Obžaloba a dokazování
Prokuratura chtěla u soudu dokázat, že Savčenková věděla o pohybu ruských novinářů a záměrně na ně navedla palbu z minometů. Naproti tomu obhajoba tvrdila, že Savčenková byla unesena do Ruska ještě před touto událostí a že incident se udál náhodou.

### Obhajoba
Hlavní svědkyní obhajoby byla sestra Savčenkové Vira, které byl ale na hraničním přechodu znemožněn vstup do Ruska, když cestovala k soudu. Navigátorce bitevního vrtulníku a poslankyni Ukrajinského parlamentu tak bylo de facto odepřeno právo na obhajobu, protože setra byla její jedinou svědkyní. Ruská tajná služba FSB sestře zakázala vstup do země až do září 2020.

### Podivný exemplární případ
Politolog z FSV UK Karel Svoboda mínil, že byl případ od začátku podivný. Zvláštní mu přišlo, že někdo může navést záměrně palbu na civilisty a pak záměrně nelegálně překročit hranici do Ruska, což podle něj popírá veškerou logiku.
Svoboda také mínil, že případ mohl být exemplární proto, že obviněnou byla žena. Mělo to ukázat, že dění na Ukrajině nebylo jen excesem jednotlivých vojáků, ale že zahrnovalo všechny složky obyvatelstva včetně žen. To by pak potvrdilo ruskou rétoriku o genocidě obyvatelstva.

### Hladovka před koncem soudu
17. prosince 2015 Savčenková zahájila další hladovku do ukončení soudu. Kvůli hladovce přitom trpěla dušností a bolestmi žaludku. Vypovídala ale ve stoje a nechtěla dát najevo slabost. Její rodina se domnívala, že verdikt soudu je předem daný a objednaný Kremlem, protože soud ignoroval důkazy o nevině a předkládal nepravdivé důkazy. Její sestra podle svých slov věřila v zázrak a ve zproštění viny, protože měla pilotka pevné alibi. Věřila také v možnost pozdější výměny vězňů.
Na hladovku navázaly strany sdružené v Alianci liberálů a demokratů pro Evropu v rámci Rady Evropy a v druhé polovině února držely řetězovou hladovku. Každý z účřastníků hladověl jeden den a střídali se v řadě po sobě.
Savčenková pohrozila, že v případě jiného než osvobozujícího rozsudku přestane i pít. Poslední doušek prý vypije deset dní po rozsudku. Soud ji ale 3. března odmítl přečíst závěrečnou řeč a neočekávaně odročil jednání bez zdůvodnění na 9. března. Savčenková tak na protest proti tomu začala suchou hladovku držet od následujícího dne. Zdravotní stav se přitom rychle zhoršoval a 7. března, kdy ji navštívil generální ukrajinský konzul Vitalyj Moskalenko, podle něj měla suché oči, bolesti hlavy, zrychlený tep, oteklé nohy a křeče. Na setkání ale přišla po svých a odmítala pomoc a ošetření od ruských doktorů. Návštěvu ukrajinských doktorů přitom ruská vězeňská služba neumožňovala. Advokáti žádali převoz Savčenkové do Moskvy, kde čekali tři ukrajinští lékaři připraveni okamžitě pomoci. Ruské úřady přitom měly právo Savčenkovou krmit násilím, aby odvrátily její smrt. Savčenková suchou hladovku komentovala slovy, že nechce čekat v nejistotě a že vězení opustí za svých podmínek, aby světu ukázala, že jednotlivec může Rusko donutit něco udělat, pokud je nezlomný a nebojí se, tak jako ona.
Na podporu Savčenkové se 6. března konaly na Ukrajině demonstrace. Demonstrovalo se také před budovou ruské ambasády v Kyjevě, na kterou házeli demonstranti vajíčka, rajčata a kamení. Druhý den se k ambasádě demonstranti vrátili, ale protesty už byly slabší. Ukrajinský prezident Petro Porošenko znovu oslovil představitele EU a USA, aby zvýšili tlak na propuštění Savčenkové.
10. března Naďa Savčenková suchou část hladovky přerušila na žádost obsaženou v dopisu podepsaném jménem ukrajinského prezidenta Petra Porošenka, a začala přijímat tekutiny. Dopis byl ale podvržen. Suchá hladovka si podle právníků vyžádala řadu zdravotních komplikací, včetně zánětu vnitřních orgánů.

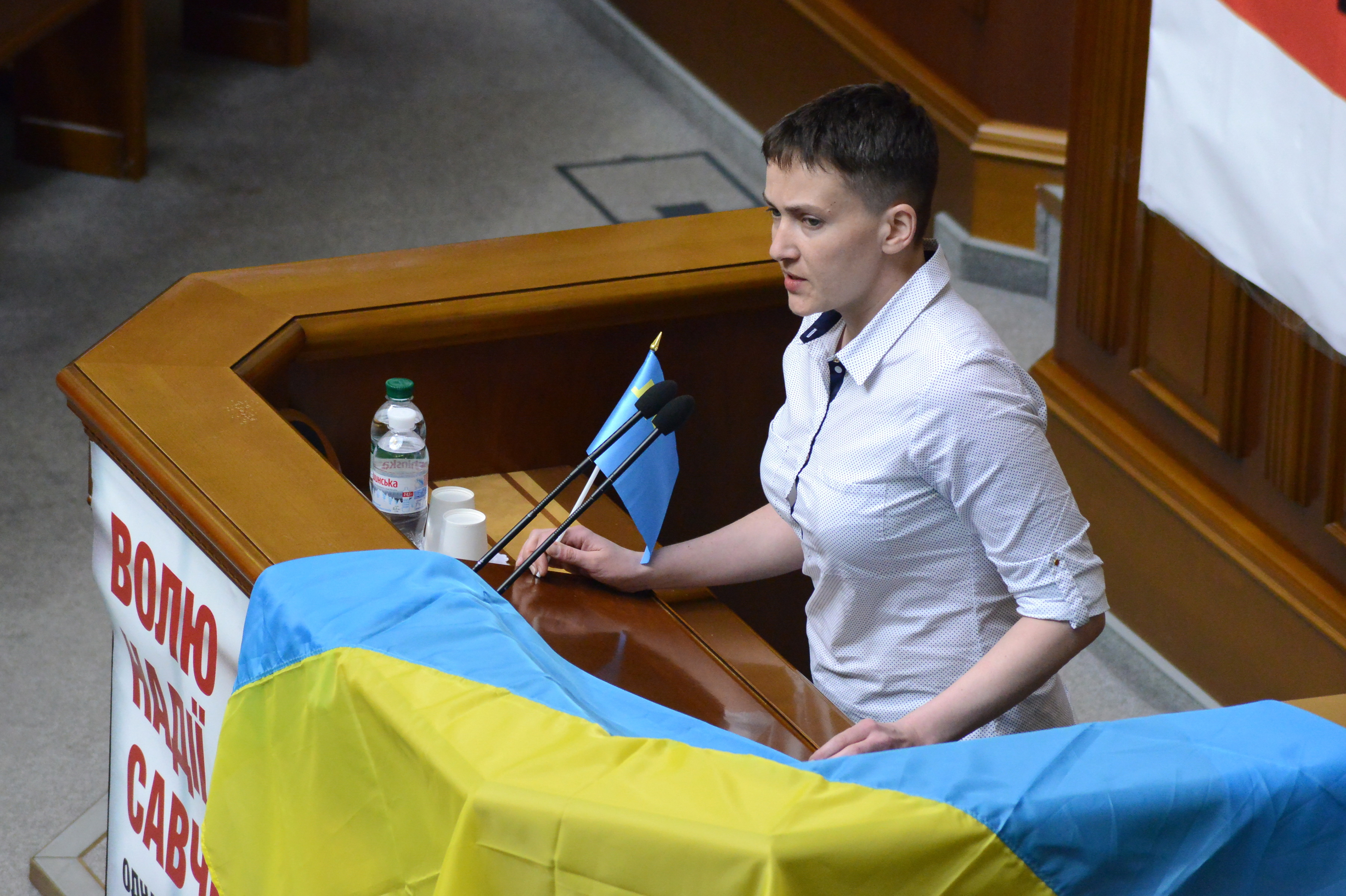
Nadija Savčenková po propuštění v ukrajinském parlamentu, 31 květen 2016

Tekutiny opět přestala přijímat 6. dubna s cílem vynutit si pevné určení data jejího návratu do vlasti. Lékaři jí tekutiny částečně doplňovali nitrožilně, avšak podle vyjádření její sestry a právníka byl 17. dubna už její stav kritický. Doktoři obdrželi souhlas s nitrožilní procedurou pouze do 20. dubna.
19. dubna Petro Porošenko oznámil, že došlo k dohodě s ruským prezidentem Vladimírem Putinem, ohledně propuštění již ruskými soudy odsouzené Nadi Savčenkové výměnou za dva ruské vojáky zadržené na Ukrajině. Na žádost své matky a sestry proto Naďa Savčenková ukončila svou hladovku úplně.

## Návrat na Ukrajinu a politické ambice

### Propuštění a návrat na Ukrajinu

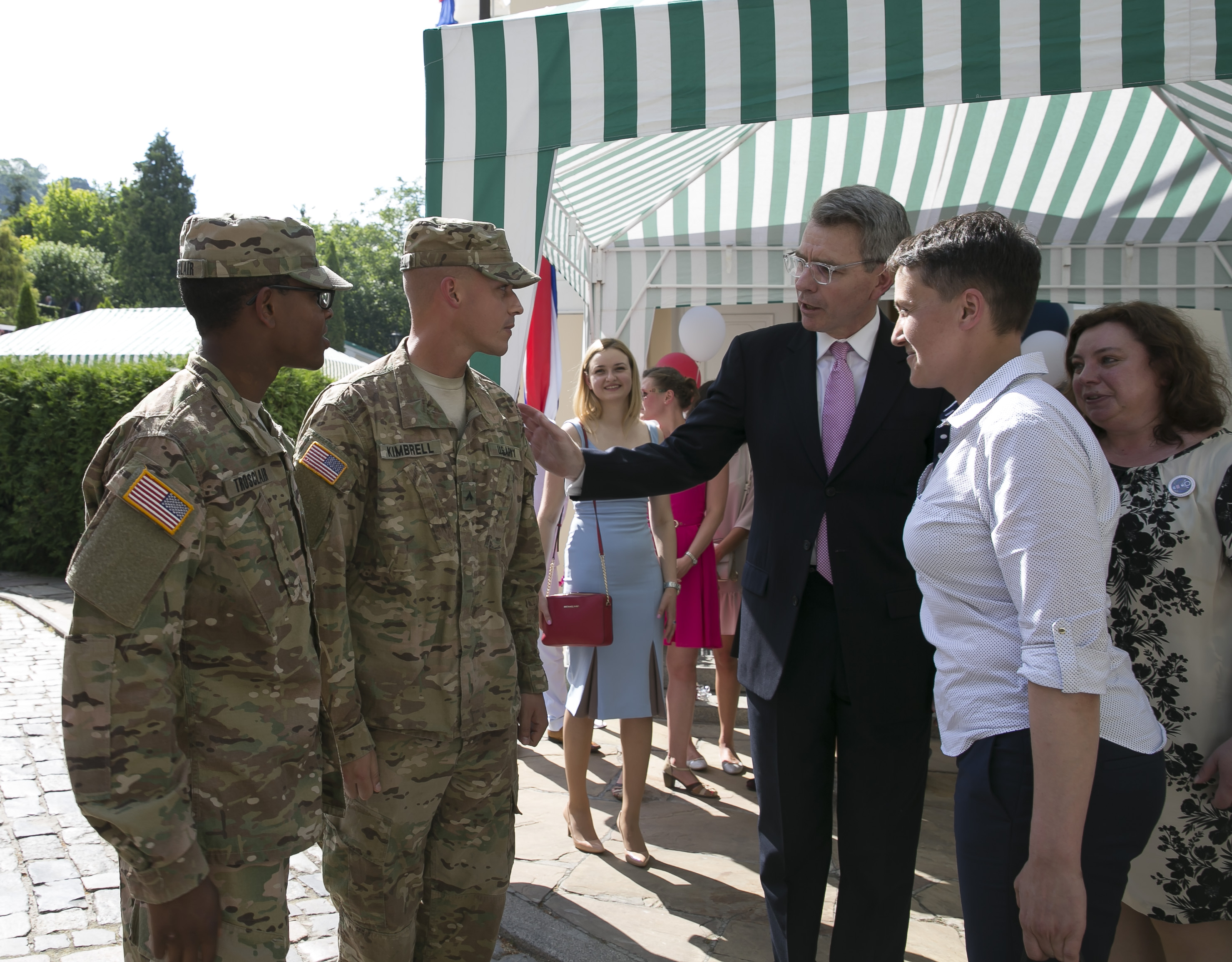
Savčenková na velvyslanectví USA v Kyjevě s velvyslancem Pyattem, 1. červenec 2016

Dne 25. května 2016 byla na letišti v Rostově na Donu vyměněna za dva příslušníky ruské armády (Jevgenije Jerofejeva a Alexandra Alexandrova) a v doprovodu Petra Porošenka odletěla do Kyjeva. Na své první tiskové konferenci po návratu uvedla, že by nejraději opět pracovala jako vojenská pilotka, avšak v případě potřeby je připravena se ucházet o prezidentskou funkci.

### Pád reputace
Obrovská popularita Savčenkové se projevila už ve volbách 2014, kdy byla zvolena z čela kandidátky strany Vlast poslankyní ukrajinského parlamentu. Po návratu z ruského věznění se mluvilo dokonce o možnosti, že by se stala prezidentkou země. Na jaře roku 2016 ale začala Savčenková volat po jednání se separatisty, což začalo ničit její reputaci. Z prezidentských ambicí tak nic nevzešlo a v prosinci 2016 Savčenková přiznala, že se setkala v Minsku s vůdci proruských separatistů Alexandrem Zacharčenkem a Igorem Plotnickým. Přestože po této schůzce separatisti propustili jednu zadržovanou soudkyni a jednu novinářku, k udržení reputace ji to nestačilo a ta začala naopak velmi klesat. O své schůzce ani neinformovala svoji stranu Vlast a Tymošenková prohlásila, že strana nepodporuje žádný kontakt se separatisty a Savčenková stranu opustila. Deník Ukrajinska pravda označil Savčenkovou za ukázkový případ, jak lze zcela během několika měsíců přijít o výjimečnou reputaci. Po rozchodu se stranou Vlast Savčenková založila hnutí RUNA.

### Zatčení na Ukrajině
22. března 2018 byla po předešlém zbavení imunity zatčena agenty tajné služby SBU a obviněna z přípravy převratu. Generální prokurátor Jurij Lucenko jí označil za „nástroj Kremlu ke zničení Ukrajiny“. Podle sestry Savčenkové „Televizní stanice o ní už neinformují, a když, tak na ni házejí špínu. Úřady ji chtějí zdiskreditovat.“ Savčenková byla obviněna z údajné přípravy ozbrojeného útoku na parlament za pomoci granátů a automatických střelných zbraní.
Od prosince 2018 Savčenková, která obvinila ukrajinskou vládu z nekompetence a korupce, držela ve vězení hladovku na protest proti nátlaku ukrajinské tajné služby.
V dubnu 2019 byla propuštěna, nicméně stíhání zastaveno nebylo.

### Volby 2019
Během voleb 2019 do ukrajinského parlamentu kandidovala Savčenková jako nezávislá v Doněcké oblasti. Kandidatura ale skončila debaklem, když ji podpořilo pouze 8 voličů.

## Ocenění
- Řád Za odvahu III. stupně – vyznamenána prezidentem Ukrajiny Petrem Porošenkem v srpnu 2014[36][37]
- Hrdina Ukrajiny – vyznamenána prezidentem Ukrajiny Petrem Porošenkem v březnu 2015[38]

## Kritika na Ukrajině
V prosinci 2016 po setkání s vůdci separatistické Doněcké lidové republiky, se kterými jednala o propuštění ukrajinských zajatců, byla Savčenková vyloučena z poslanecké frakce Baťkivščina někdejší premiérky Tymošenkové, dokonce začala být označována za "zrádkyni". Předseda ukrajinského parlamentu Andrij Parubij kritizoval Savčenkovou slovy: "My vystupujeme kategoricky proti jednání s teroristy a proti amnestii vrahů Ukrajinců."

## Kritika za antisemitismus
21. března 2017 v ukrajinské televizi 112 Savčenková reagovala na antisemitský výpad obyvatelky Krivého Rohu Ljudmily Hrihorjevny: „Nadijo, proč nikdo nemluví o tom, o čem mluví lid. Bylo tataro-mongolské jho, bylo polské jho a teď panuje na Ukrajině židovské jho. Proč o tom mlčíte?“
„Dobrá otázka,“ odpověděla Savčenková. „Jestli o tom mluví lid, tak říká pravdu. Ano, když to tak vezmete, dá se říct, že vláda u nás rozhodně nemá ukrajinskou krev.“

V sobotu 1. dubna 2017 na stejné televizní stanici v pořadu s názvem Hordon Savčenková popřela, že by byla antisemitka a rasistka, na dotaz moderátora, zda nemá ráda Židy odpověděla: „Nemám nic proti Židům, ale nemám ráda židáky.“ V originále použila termín židiv, který je na Ukrajině i v Rusku chápán urážlivě. Savčenková následně tvrdila, že Židé na Ukrajině disponují osmdesáti procenty moci, zatímco tvoří jen dvě procenta obyvatel. Jmenovala konkrétní politiky, včetně premiéra Hrojsmana, expremiérku Tymošenkovou, prezidenta Porošenka a další osoby, kteří jsou podle ní židé. Podle poslance Nejvyšší rady Alexandra Feldmana výroky Savčenkové naplňují podstatu trestného činu.
Mezinárodní pozornost vzbudil otevřený dopis Anatolije Tkačenka, majora izraelské armády, který napsal: „Jsem Žid, Nadijo. Jsem jeden z těch Židů, kteří 26. ledna 2015 vyšli v Tel Avivu na demonstraci za Tvé propuštění. Dnes ti chci říct – jestli nás dělíš na Židy a židáky, zapiš mne do druhé skupiny!“